# Новотаїшево
Новотаї́шево (рос. Новотаишево, башк. Яңы Тайыш) — присілок у складі Гафурійського району Башкортостану, Росія. Входить до складу Імендяшевської сільської ради.
Населення — 25 осіб (2010; 33 в 2002).
Національний склад:
- башкири — 82%